# Liga Sudamericana 2019
La Liga Sudamericana 2019 è la 24ª edizione del secondo campionato tra club sudamericani organizzato dalla Confederación Sudamericana de Básquetbol (Consubasquet). La competizione è iniziata ad ottobre 2019 con la fase a gironi e si è conclusa il 13 dicembre 2019.
Il Botafogo si è laureato campione per la prima volta nella sua storia.

## Formula
Le 16 squadre partecipanti sono divise in quattro gironi, Le prime due squadre dei gironi B, C e D, la migliore terza di questi tre gironi e la prima del girone A, avanzano alle semifinali. In questa fase, le otto squadre vengono ancora divise in due giorni di quattro squadre ciascuno, solo la prima classificata di ogni girone passa alle Finals. Le Finals vengono giocate al meglio delle tre gare. La vincitrice del torneo, si qualifica per l'edizione successiva della Basketball Champions League Americas.

## Squadre
| Fase a gironi | Fase a gironi          | Fase a gironi                                                       |
| Nazione       | Squadra                | Metodo qualificazione                                               |
| ------------- | ---------------------- | ------------------------------------------------------------------- |
| Argentina     | Ferro Carril Oeste     | Semifinaliste della Liga Nacional de Básquet 2018-19                |
| Argentina     | Ciclista Olímpico      | Semifinaliste della Liga Nacional de Básquet 2018-19                |
| Argentina     | Salta Basket           | Vincitrice della Superfinal de La Liga Argentina 2018-19            |
| Brasile       | Botafogo               | 4º posto nella stagione 2018-19 di Novo Basquete Brasil             |
| Brasile       | Pinheiros              | 5º posto nella stagione 2018-19 di Novo Basquete Brasil             |
| Brasile       | Corinthians Paulista   | 6º posto nella stagione 2018-19 di Novo Basquete Brasil             |
| Uruguay       | Malvín                 | 2º posto nella stagione 2018-19 della Liga Uruguaya de Básquetbol   |
| Uruguay       | Nacional               | 3º posto nella stagione 2018-19 della Liga Uruguaya de Básquetbol   |
| Uruguay       | Defensor Sporting      | 6º posto nella stagione 2018-19 della Liga Uruguaya de Básquetbol   |
| Cile          | Leones de Quilpué      | 2º posto nella stagione 2018-19 della Liga Nacional de Básquetbol   |
| Cile          | Las Ánimas de Valdívia | Vincitrice della Copa Chile de Básquetbol 2018                      |
| Colombia      | Búcaros de Santander   | 2º posto nella stagione 2018-19 della Liga Colombiana de Baloncesto |
| Colombia      | BB de San Andrés       | Vincitrice della Copa Nacional de Baloncesto 2019                   |
| Bolivia       | Pichincha de Potosí    | Vincitrice della Liga Boliviana de Básquetbol 2019                  |
| Ecuador       | Piratas de los Lagos   | 3º posto nella stagione 2018-19 della Liga Ecuatoriana              |
| Paraguay      | Deportivo San José     | Vincitrice del Metropolitano 2018                                   |

## Fase a gironi

### Gruppo A
Località: Ibarra, Ecuador

| Pos | Squadra                  | G | V | P | PF  | PS  | DP  | Pt | Risultato                   |
| --- | ------------------------ | - | - | - | --- | --- | --- | -- | --------------------------- |
| 1   | Piratas de los Lagos (H) | 3 | 2 | 1 | 247 | 236 | +11 | 5  | Qualificata alle semifinali |
| 2   | Deportivo San José       | 3 | 2 | 1 | 244 | 228 | +16 | 5  |                             |
| 3   | Pichincha de Potosí      | 3 | 2 | 1 | 243 | 229 | +14 | 5  |                             |
| 4   | Búcaros de Santander     | 3 | 0 | 3 | 231 | 284 | −53 | 3  |                             |

Tie-break: Piratas de los Lagos (Pun: 3; Diff: +8) – Dep. San José (Pun: 3; Diff: +2) – Pichincha de Potosí (Pun: 3; Diff: -10)
| Giorno    | Squadra 1            | Risultato | Squadra 2            |
| --------- | -------------------- | --------- | -------------------- |
| 1 ottobre | Deportivo San José   | 87 – 73   | Búcaros de Santander |
| 1 ottobre | Piratas de los Lagos | 87 – 76   | Pichincha de Potosí  |
| 2 ottobre | Deportivo San José   | 79 – 80   | Pichincha de Potosí  |
| 2 ottobre | Piratas de los Lagos | 85 – 82   | Búcaros de Santander |
| 3 ottobre | Pichincha de Potosí  | 87 – 63   | Búcaros de Santander |
| 3 ottobre | Piratas de los Lagos | 75 – 78   | Deportivo San José   |

### Gruppo B
Località: San Paolo, Brasile

| Pos | Squadra                  | G | V | P | PF  | PS  | DP  | Pt | Risultato                   |
| --- | ------------------------ | - | - | - | --- | --- | --- | -- | --------------------------- |
| 1   | Corinthians Paulista (H) | 3 | 3 | 0 | 241 | 193 | +48 | 6  | Qualificate alle semifinali |
| 2   | Ferro Carril Oeste       | 3 | 2 | 1 | 213 | 205 | +8  | 5  | Qualificate alle semifinali |
| 3   | Las Ánimas de Valdívia   | 3 | 1 | 2 | 208 | 240 | −32 | 4  |                             |
| 4   | Defensor Sporting        | 3 | 0 | 3 | 201 | 225 | −24 | 3  |                             |

| Giorno     | Squadra 1              | Risultato | Squadra 2              |
| ---------- | ---------------------- | --------- | ---------------------- |
| 8 ottobre  | Ferro Carril Oeste     | 73–64     | Defensor Sporting      |
| 8 ottobre  | Corinthians Paulista   | 90–66     | Las Ánimas de Valdívia |
| 9 ottobre  | Las Ánimas de Valdívia | 58–75     | Ferro Carril Oeste     |
| 9 ottobre  | Defensor Sporting      | 62–68     | Corinthians Paulista   |
| 10 ottobre | Las Ánimas de Valdívia | 84–75     | Defensor Sporting      |
| 10 ottobre | Corinthians Paulista   | 83–65     | Ferro Carril Oeste     |

### Gruppo C
Località: La Banda, Argentina

| Pos | Squadra               | G | V | P | PF  | PS  | DP  | Pt | Risultato                   |
| --- | --------------------- | - | - | - | --- | --- | --- | -- | --------------------------- |
| 1   | Ciclista Olímpico (H) | 3 | 3 | 0 | 239 | 215 | +24 | 6  | Qualificate alle semifinali |
| 2   | Pinheiros             | 3 | 2 | 1 | 242 | 219 | +23 | 5  | Qualificate alle semifinali |
| 3   | Malvín                | 3 | 1 | 2 | 205 | 222 | −17 | 4  |                             |
| 4   | Leones de Quilpué     | 3 | 0 | 3 | 229 | 259 | −30 | 3  |                             |

| Giorno     | Squadra 1         | Risultato | Squadra 2         |
| ---------- | ----------------- | --------- | ----------------- |
| 15 ottobre | Malvín            | 59–71     | Pinheiros         |
| 15 ottobre | Ciclista Olímpico | 82–75     | Leones de Quilpué |
| 16 ottobre | Leones de Quilpué | 78–93     | Pinheiros         |
| 16 ottobre | Malvín            | 62–75     | Ciclista Olímpico |
| 17 ottobre | Leones de Quilpué | 76–84     | Malvín            |
| 17 ottobre | Ciclista Olímpico | 82–78     | Pinheiros         |

### Gruppo D
Località: San Andrés, Colombia

| Pos | Squadra          | G | V | P | PF  | PS  | DP  | Pt | Risultato                                       |
| --- | ---------------- | - | - | - | --- | --- | --- | -- | ----------------------------------------------- |
| 1   | Salta Basket (H) | 3 | 3 | 0 | 224 | 183 | +41 | 6  | Qualificate alle semifinali                     |
| 2   | Botafogo         | 3 | 2 | 1 | 210 | 201 | +9  | 5  | Qualificate alle semifinali                     |
| 3   | Nacional         | 3 | 1 | 2 | 191 | 200 | −9  | 4  | Qualificata alle semifinali come migliore terza |
| 4   | BB de San Andrés | 3 | 0 | 3 | 196 | 237 | −41 | 3  |                                                 |

| Giorno     | Squadra 1        | Risultato | Squadra 2        |
| ---------- | ---------------- | --------- | ---------------- |
| 22 ottobre | Botafogo         | 65–73     | Salta Basket     |
| 22 ottobre | BB de San Andrés | 64–77     | Nacional         |
| 23 ottobre | Nacional         | 57–73     | Botafogo         |
| 23 ottobre | Salta Basket     | 88–61     | BB de San Andrés |
| 24 ottobre | Nacional         | 57–63     | Salta Basket     |
| 24 ottobre | BB de San Andrés | 71–72     | Botafogo         |

### Migliore terza
| Pos | Squadra                | G | V | P | PF  | PS  | DP  | Pt | Risultato                   |
| --- | ---------------------- | - | - | - | --- | --- | --- | -- | --------------------------- |
| 1   | Nacional               | 3 | 1 | 2 | 191 | 200 | −9  | 4  | Qualificata alle semifinali |
| 2   | Malvín                 | 3 | 1 | 2 | 205 | 222 | −17 | 4  |                             |
| 3   | Las Ánimas de Valdívia | 3 | 1 | 2 | 208 | 240 | −32 | 4  |                             |

## Semifinali
Il 2 novembre 2019, è stato effettuato il sorteggio per la composizione dei due gruppi delle semifinali.
| Semifinaliste              | Semifinaliste            | Semifinaliste      | Semifinaliste              |
| -------------------------- | ------------------------ | ------------------ | -------------------------- |
| Corinthians Paulista (1ºB) | Ciclista Olímpico (1 °C) | Salta Basket (1°D) | Piratas de los Lagos (1ºA) |
| Ferro Carril Oeste (2ºB)   | Pinheiros (2 °C)         | Botafogo (2ºD)     | Nacional (3ºD)             |

### Gruppo E
Località: San Paolo, Brasile

| Pos | Squadra                  | G | V | P | PF  | PS  | DP   | Pt | Risultato               |
| --- | ------------------------ | - | - | - | --- | --- | ---- | -- | ----------------------- |
| 1   | Corinthians Paulista (H) | 3 | 3 | 0 | 265 | 184 | +81  | 6  | Qualificata alla finale |
| 2   | Ferro Carril Oeste       | 3 | 2 | 1 | 242 | 193 | +49  | 5  |                         |
| 3   | Pinheiros                | 3 | 1 | 2 | 222 | 214 | +8   | 4  |                         |
| 4   | Piratas de los Lagos     | 3 | 0 | 3 | 189 | 321 | −132 | 3  |                         |

| Giorno      | Squadra 1            | Risultato | Squadra 2            |
| ----------- | -------------------- | --------- | -------------------- |
| 12 novembre | Ferro Carril Oeste   | 116–60    | Piratas de los Lagos |
| 12 novembre | Corinthians Paulista | 78–71     | Pinheiros            |
| 13 novembre | Pinheiros            | 56–69     | Ferro Carril Oeste   |
| 13 novembre | Piratas de los Lagos | 56–110    | Corinthians Paulista |
| 14 novembre | Piratas de los Lagos | 67–95     | Pinheiros            |
| 14 novembre | Corinthians Paulista | 77–57     | Ferro Carril Oeste   |

### Gruppo F
Località: La Banda, Argentina

| Pos | Squadra               | G | V | P | PF  | PS  | DP  | Pt | Risultato               |
| --- | --------------------- | - | - | - | --- | --- | --- | -- | ----------------------- |
| 1   | Botafogo              | 3 | 3 | 0 | 209 | 197 | +12 | 6  | Qualificata alla finale |
| 2   | Ciclista Olímpico (H) | 3 | 2 | 1 | 228 | 209 | +19 | 5  |                         |
| 3   | Nacional              | 3 | 1 | 2 | 210 | 227 | −17 | 4  |                         |
| 4   | Salta Basket          | 3 | 0 | 3 | 201 | 215 | −14 | 3  |                         |

| Giorno      | Squadra 1         | Risultato | Squadra 2         |
| ----------- | ----------------- | --------- | ----------------- |
| 19 novembre | Botafogo          | 62–61     | Salta Basket      |
| 19 novembre | Ciclista Olímpico | 81–68     | Nacional          |
| 20 novembre | Nacional          | 69–79     | Botafogo          |
| 20 novembre | Salta Basket      | 73–80     | Ciclista Olímpico |
| 21 novembre | Nacional          | 73–67     | Salta Basket      |
| 21 novembre | Ciclista Olímpico | 67–68     | Botafogo          |

## Finale
| Squadra 1            | Totale | Squadra 2 | Gara 1 | Gara 2 | Gara 3 |
| -------------------- | ------ | --------- | ------ | ------ | ------ |
| Corinthians Paulista | 1 – 2  | Botafogo  | 74–88  | 64–74  | 70–74  |

### Gara-1
| Arbitri: | Cristiano Maranho Fabricio Vito Leandro Lezcano |

|                              |            |                                       |
| Borges 18 Smith 16 Coelho 10 | Punti      | 18 Fuller, Nesbitt 17 Pecos 9 Fischer |
| Smith 3                      | Assist     | 8 Pecos                               |
| Cauê 5                       | Rimbalzi   | 11 Nesbitt                            |
| Léo Figueiró                 | Allenatori | Bruno Savignani                       |

### Gara-2
| Arbitri: | Cristiano Maranho Guilherme Locatelli Fabricio Vito |

|                                      |            |                                 |
| Fuller 14 Pecos 11 Nesbitt, Vezaro 9 | Punti      | 25 Smith 12 Borges 10 Fernandes |
| Teichmann 4                          | Assist     | 3 Fernandes                     |
| Nesbitt 7                            | Rimbalzi   | 9 Fernandes                     |
| Bruno Savignani                      | Allenatori | Léo Figueiró                    |

### Gara-3
| Arbitri: | Cristiano Maranho Guilherme Locatelli Fabricio Vito |

|                                 |            |                                  |
| Fuller 17 Nesbitt 10 Robinson 9 | Punti      | 20 Borges 17 Sommer 12 Conceição |
| Fischer 3                       | Assist     | 5 Borges                         |
| Nesbitt 9                       | Rimbalzi   | 7 Fernandes                      |
| Bruno Savignani                 | Allenatori | Léo Figueiró                     |

| Quintetto titolare | Quintetto titolare | Quintetto titolare  | Pt   | Rim  | Ass  |
| ------------------ | ------------------ | ------------------- | ---- | ---- | ---- |
| P                  | 1                  | Ricardo Fischer     | 7    | 1    | 3    |
| G                  | 12                 | Humberto Silva      | 4    | 4    | 0    |
| G                  | 25                 | David Nesbitt       | 10   | 9    | 2    |
| AP                 | 10                 | Felipe André Vezaro | 5    | 0    | 0    |
| AG                 | 11                 | Guilherme Teichmann | 4    | 2    | 1    |
| Panchina:          |                    |                     |      |      |      |
| A                  | 0                  | Douglas Santos      | 6    | 6    | 0    |
| P                  | 2                  | Kyle Fuller         | 17   | 2    | 1    |
| P                  | 8                  | Felipe Dalaqua      | n.e. | n.e. | n.e. |
| AG                 | 21                 | Wesley Ferreira     | 6    | 5    | 2    |
| P                  | 23                 | Arthur Pecos        | 2    | 3    | 2    |
| A                  | 30                 | Daniel Von Haydin   | n.e. | n.e. | n.e. |
| AG                 | 31                 | Tracy Robinson      | 9    | 0    | 1    |
| Allenatore:        |                    |                     |      |      |      |
| Bruno Savignani    |                    |                     |      |      |      |

| Corinthians |  | Botafogo |

| Corinthians | Statistiche        | Botafogo    |
| ----------- | ------------------ | ----------- |
|             | Statistiche        |             |
| 19/42 (45%) | Tiro da 2          | 18/34 (52%) |
| 7/24 (29%)  | Tiro da 3          | 5/21 (23%)  |
| 11/14 (78%) | Tiri liberi        | 23/26 (88%) |
| 18          | Rimbalzi offensivi | 13          |
| 18          | Rimbalzi difensivi | 21          |
| 36          | Rimbalzi totali    | 34          |
| 12          | Assist             | 13          |
| 17          | Palle perse        | 16          |
| 6           | Palle rubate       | 12          |
| 1           | Stoppate           | 3           |
| 25          | Falli              | 18          |

| Quintetto titolare | Quintetto titolare | Quintetto titolare        | Pt   | Rim  | Ass  |
| ------------------ | ------------------ | ------------------------- | ---- | ---- | ---- |
| P                  | 10                 | Henrique Coelho           | 6    | 2    | 3    |
| G                  | 5                  | Jamaal Smith              | 9    | 3    | 0    |
| AP                 | 4                  | Cauê Borges               | 20   | 4    | 5    |
| AG                 | 15                 | Diego Conceição           | 12   | 5    | 0    |
| C                  | 17                 | Eduardo Sommer            | 17   | 5    | 1    |
| Panchina:          |                    |                           |      |      |      |
| AP                 | 3                  | Wesley Alves da Silva     | n.e. | n.e. | n.e. |
| P                  | 9                  | Paulinho Boracini         | 0    | 0    | 1    |
| AG                 | 13                 | Jackson da Silva          | n.e. | n.e. | n.e. |
| C                  | 21                 | Wesley Alexandre da Silva | n.e. | n.e. | n.e. |
| C                  | 28                 | Lucas Fernandes           | 4    | 7    | 0    |
| A                  | 35                 | Freddie McSwain Jr.       | n.e. | n.e. | n.e. |
| A                  | 36                 | Arthur Bernardi           | 6    | 2    | 3    |
| Allenatore:        |                    |                           |      |      |      |
| Léo Figueiró       |                    |                           |      |      |      |